# Olympische Jugend-Winterspiele 2012/Teilnehmer (Südkorea)
| Gelbes Symbol für Goldmedaillen mit stilisierten Olympischen Ringen | Graues Symbol für Silbermedaillen mit stilisierten Olympischen Ringen | Braundes Symbol für Bronzemedaillen mit stilisierten Olympischen Ringen |
| ------------------------------------------------------------------- | --------------------------------------------------------------------- | ----------------------------------------------------------------------- |
| 6                                                                   | 3                                                                     | 2                                                                       |

Südkorea nahm an den Olympischen Jugend-Winterspielen 2012 in Innsbruck mit 28 Athleten in zwölf Sportarten teil.

## Sportarten

### Biathlon
| Athleten                                   | Wettbewerb                         | Zeit (Schießfehler) | Rang |
| ------------------------------------------ | ---------------------------------- | ------------------- | ---- |
| Jungen                                     |                                    |                     |      |
| Cho Du-jin                                 | 7,5 km Sprint                      | 22:35,8 min (3)     | 38   |
| Cho Du-jin                                 | 10 km Verfolgung                   | 36:49,2 min (9)     | 42   |
| Mädchen                                    |                                    |                     |      |
| Jang Ji-yeon                               | 6 km Sprint                        | 21:08,4 min (2)     | 35   |
| Jang Ji-yeon                               | 7,5 km Verfolgung                  | 37:07,5 min (6)     | 40   |
| Gemischt                                   |                                    |                     |      |
| Jiyeon Jang Lee Yeong-ae Cho Du-jin Ji Won | Mixed-Staffel Skilanglauf/Biathlon | 1:20:14,2 h (7+12)  | 24   |

### Bob
| Athleten                  | Wettbewerb | Durchgang 1 | Durchgang 2 | Gesamt      | Gesamt |
| Athleten                  | Wettbewerb | Zeit        | Zeit        | Zeit        | Rang   |
| ------------------------- | ---------- | ----------- | ----------- | ----------- | ------ |
| Jungen                    |            |             |             |             |        |
| Choi Jun-won Choi Min-seo | Zweierbob  | 55,43 s     | 55,81 s     | 1:51,24 min | 10     |

### Curling
| Athleten                                           | Wettbewerb | Gruppenrunde | Gruppenrunde | Viertelfinale      | Viertelfinale      | Halbfinale         | Halbfinale         | Spiel um Bronze    | Spiel um Bronze    | Spiel um Bronze |
| Athleten                                           | Wettbewerb | Siege        | Niederlagen  | Gegner             | Ergebnis           | Gegner             | Ergebnis           | Gegner             | Ergebnis           | Rang            |
| -------------------------------------------------- | ---------- | ------------ | ------------ | ------------------ | ------------------ | ------------------ | ------------------ | ------------------ | ------------------ | --------------- |
| Gemischt                                           |            |              |              |                    |                    |                    |                    |                    |                    |                 |
| Kang Sue-yeon, Yoo Min-hyeon, Kim Eun-bi, Go Ke-on | Team       | 2            | 5            | nicht qualifiziert | nicht qualifiziert | nicht qualifiziert | nicht qualifiziert | nicht qualifiziert | nicht qualifiziert |                 |

### Eishockey
| Athleten       | Wettbewerb       | Qualifikation | Qualifikation | Finale             | Finale             |
| Athleten       | Wettbewerb       | Punkte        | Rang          | Punkte             | Rang               |
| -------------- | ---------------- | ------------- | ------------- | ------------------ | ------------------ |
| Jungen         |                  |               |               |                    |                    |
| Cho Ji-hyun    | Skills-Challenge | 11            | 10            | nicht qualifiziert | nicht qualifiziert |
| Mädchen        |                  |               |               |                    |                    |
| Lee Yeon-jeong | Skills-Challenge | 2             | 13            | nicht qualifiziert | nicht qualifiziert |

### Eiskunstlauf
| Athleten        | Wettbewerb | Kurzprogramm | Kurzprogramm | Free Skating | Free Skating | Gesamt | Gesamt |
| Athleten        | Wettbewerb | Punkte       | Rang         | Punkte       | Rang         | Punkte | Rang   |
| --------------- | ---------- | ------------ | ------------ | ------------ | ------------ | ------ | ------ |
| Jungen          |            |              |              |              |              |        |        |
| Lee June-hyoung | Einzel     | 50,93        | 7            | 110,06       | 4            | 160,99 | 4      |
| Mädchen         |            |              |              |              |              |        |        |
| Park So-youn    | Einzel     | 48,37        | 5            | 88,23        | 4            | 136,60 | 4      |

### Eisschnelllauf
| Athleten      | Wettbewerb  | Durchgang 1 | Durchgang 2 | Gesamt      | Gesamt |
| Athleten      | Wettbewerb  | Zeit        | Zeit        | Zeit        | Rang   |
| ------------- | ----------- | ----------- | ----------- | ----------- | ------ |
| Jungen        |             |             |             |             |        |
| Park Dai-han  | 500 m       | 39,41 s     | 39,46 s     | 78,87 s     | 6      |
| Park Dai-han  | Massenstart |             |             | 7:35,00 min | 19     |
| Hyeok Jun-noh | 1500 m      |             |             | 2:02,19 min | 4      |
| Hyeok Jun-noh | 3000 m      |             |             | 4:14,41 min | Bronze |
| Hyeok Jun-noh | Massenstart |             |             | 7:26,72 min | 16     |
| Mädchen       |             |             |             |             |        |
| Jang Mi       | 500 m       | 40,88 s     | 40,80 s     | 81,68 s     | Gold   |
| Jang Mi       | 1500 m      |             |             | 2:08,17 min | Gold   |
| Jang Mi       | Massenstart |             |             | 6:07,44 min | 9      |
| Su Ji-jang    | 3000 m      |             |             | 4:42,72 min | Bronze |
| Su Ji-jang    | Massenstart |             |             | 6:01,13 min | Silber |

### Freestyle-Skiing

#### Halfpipe
| Athleten      | Wettbewerb | Qualifikation | Qualifikation | Finale       | Finale |
| Athleten      | Wettbewerb | Punkte        | Rang          | Punkte       | Rang   |
| ------------- | ---------- | ------------- | ------------- | ------------ | ------ |
| Jungen        |            |               |               |              |        |
| Kim Kwang-jin | Halfpipe   | 58,50 Punkte  | 10            | 67,75 Punkte | 8      |

### Shorttrack
| Athleten       | Wettbewerb | Viertelfinale | Viertelfinale | Halbfinale   | Halbfinale | Finale       | Finale |
| Athleten       | Wettbewerb | Zeit          | Rang          | Zeit         | Rang       | Zeit         | Rang   |
| -------------- | ---------- | ------------- | ------------- | ------------ | ---------- | ------------ | ------ |
| Jungen         |            |               |               |              |            |              |        |
| Lim Hyo-jun    | 500 m      | 44,291 s      | 2             | 42,911 s     | 2          | 42,482 s     | Silber |
| Lim Hyo-jun    | 1000 m     | 1:32,445 min  | 1             | 1:29,442 min | 1          | 1:29,284 min | Gold   |
| Su Min-yoon    | 500 m      | 43,310 s      | 1             | 42,468 s     | 1          | 42,417 s     | Gold   |
| Su Min-yoon    | 1000 m     | 1:31,887 min  | 1             | 1:31,239 min | 1          | 1:29,428 min | Silber |
| Mädchen        |            |               |               |              |            |              |        |
| Park Jung-hyun | 500 m      | 1:00,289 min  | 2             | 46,948 s     | 1          | 46,3392 s    | 10     |
| Park Jung-hyun | 1000 m     | 1:36,331 min  | 1             | 1:33,823 min | 1          | DSQ          | DSQ    |
| Shim Suk-hee   | 500 m      | 44,929 s      | 1             | 44,444 s     | 1          | 44,122 s     | Gold   |
| Shim Suk-hee   | 1000 m     | 1:37,066 min  | 1             | 1:34,809 min | 1          | 1:31,661 min | Gold   |

### Skeleton
| Athleten     | Durchgang 1 | Durchgang 2 | Gesamt      | Gesamt |
| Athleten     | Zeit        | Zeit        | Zeit        | Rang   |
| ------------ | ----------- | ----------- | ----------- | ------ |
| Jungen       |             |             |             |        |
| Kim Ban-seok | 1:01,34 min | 59,08 s     | 2:00,42 min | 12     |

### Ski Alpin
| Athleten     | Wettbewerb   | Durchgang 1 | Durchgang 2        | Gesamt             | Gesamt             |
| Athleten     | Wettbewerb   | Zeit        | Zeit               | Zeit               | Rang               |
| ------------ | ------------ | ----------- | ------------------ | ------------------ | ------------------ |
| Jungen       |              |             |                    |                    |                    |
| Kim Dong-woo | Super-G      |             |                    | 1:07,65 min        | 22                 |
| Kim Dong-woo | Riesenslalom | DNF         | nicht qualifiziert | nicht qualifiziert | nicht qualifiziert |
| Kim Dong-woo | Slalom       | 41,85 s     | DNF                | -                  | -                  |
| Kim Dong-woo | Kombination  | 1:06,38 min | 38,31 s            | 1:44,69 min        | 15                 |
| Mädchen      |              |             |                    |                    |                    |
| Jo Eun-hwa   | Super-G      |             |                    | 1:13,85 min        | 28                 |
| Jo Eun-hwa   | Riesenslalom | 1:03,30 min | 1:04,07 min        | 2:07,37 min        | 28                 |
| Jo Eun-hwa   | Slalom       | DNF         | nicht qualifiziert | nicht qualifiziert | nicht qualifiziert |
| Jo Eun-hwa   | Kombination  | 1:12,71 min | 41,86 s            | 1:54,57 min        | 25                 |

### Skilanglauf
| Athleten     | Wettbewerb      | Qualifikation | Qualifikation | Viertelfinale      | Viertelfinale      | Halbfinale         | Halbfinale         | Finale             | Finale             |
| Athleten     | Wettbewerb      | Zeit          | Rang          | Zeit               | Rang               | Zeit               | Rang               | Zeit               | Rang               |
| ------------ | --------------- | ------------- | ------------- | ------------------ | ------------------ | ------------------ | ------------------ | ------------------ | ------------------ |
| Jungen       |                 |               |               |                    |                    |                    |                    |                    |                    |
| Ji Won       | 10 km klassisch |               |               |                    |                    |                    |                    | 36:24,0 min        | 40                 |
| Ji Won       | Sprint          | 2:06,30 min   | 46            | nicht qualifiziert | nicht qualifiziert | nicht qualifiziert | nicht qualifiziert | nicht qualifiziert | nicht qualifiziert |
| Mädchen      |                 |               |               |                    |                    |                    |                    |                    |                    |
| Lee Yeong-ae | 5 km klassisch  |               |               |                    |                    |                    |                    | 18:12,6 min        | 33                 |
| Lee Yeong-ae | Sprint          | 2:27,20 min   | 38            | nicht qualifiziert | nicht qualifiziert | nicht qualifiziert | nicht qualifiziert | nicht qualifiziert | nicht qualifiziert |

### Snowboard

#### Halfpipe
| Athleten     | Wettbewerb | Qualifikation | Qualifikation | Qualifikation | Halbfinale   | Halbfinale   | Halbfinale | Finale             | Finale             | Finale             |
| Athleten     | Wettbewerb | Durchgang 1   | Durchgang 2   | Rang          | Durchgang 1  | Durchgang 2  | Rang       | Durchgang 1        | Durchgang 2        | Rang               |
| ------------ | ---------- | ------------- | ------------- | ------------- | ------------ | ------------ | ---------- | ------------------ | ------------------ | ------------------ |
| Jungen       |            |               |               |               |              |              |            |                    |                    |                    |
| Na Myung-joo | Halfpipe   | 54,75 Punkte  | 37,00 Punkte  | 8             | 65,00 Punkte | 45,00 Punkte | 7          | nicht qualifiziert | nicht qualifiziert | nicht qualifiziert |